# Neomysis intermedia
Neomysis intermedia är en kräftdjursart som först beskrevs av Voldemar Czerniavsky 1882.  Neomysis intermedia ingår i släktet Neomysis och familjen Mysidae. Inga underarter finns listade i Catalogue of Life.